# Brian Welch
Brian Philip Welch (Torrance, California; 19 de junio de 1970) es un músico estadounidense, conocido por ser uno de los fundadores y guitarristas originales de KoЯn, junto a James Shaffer Munky. El 22 de febrero de 2005, dejó la banda después de 13 años de carrera, tras su conversión al cristianismo, para luego volver a formar parte de ella en 2013.

## Biografía
Brian Head Welch creció en Bakersfield, California (aunque nació en Torrance). Conoció a James Shaffer en el instituto, con quien más tarde formaría KoЯn. Durante su adolescencia trabajó, durante el día, transportando muebles a las tiendas. Por la noche era repartidor de pizzas.
Musicalmente, comenzó su carrera en Ragtyme, junto a Reginald Arvizu. La banda se separa y Arvizu, Rick Morrill (cantante de Ragtyme), David Silveria y James Shaffer forman L.A.P.D. (Love And Peace, Dude). Welch ocupó el puesto de segundo guitarrista de L.A.P.D. en algunas giras, pero nunca como miembro fijo. Después, en 1993 sucede la famosa noche donde Shaffer y Welch se encuentran con Jonathan Davis en un bar, mientras este cantaba con su banda, Sexart.
Después de su actuación se le acercan y le ofrecen unirse a su banda, de ese modo se funda KoЯn, banda en la que Welch permaneció 13 años y grabó seis discos de estudio, amén de varias giras mundiales y festivales como Ozzfest o el Family Values Tour, este último creado por ellos mismos.

### Marcha de KoЯn
Welch abandonó KoЯn mediante una publicación el 22 de febrero de 2005, meses antes del lanzamiento y grabación de See You On The Other Side. Su cargo vacante lo ocupó Rob Patterson, exintegrante de Otep, que sólo fue el guitarrista de KoЯn en la gira mundial de See You On The Other Side y en algunas canciones del MTV Unplugged: Korn.
Tal y como aseguraron los mánagers de KoЯn, Welch abandonó la banda para dedicar su vida a Dios y su hija. Al parecer el 8 de febrero de 2005 Welch presentó una carta de renuncia a los mánagers en la que enumeró una serie de puntos en los que no estaba nada de acuerdo, como por ejemplo objeciones morales hacia la música y videos de la agrupación. La web oficial de KoЯn anunció que "ha escogido a Jesucristo como su salvador, y desde ahora dedicará su música a ese propósito".
Sin embargo, la marcha de Head fue completamente amistosa. Welch expresó que KoЯn y él seguían teniendo una buena relación durante este periodo, y como dicen los demás integrantes en su sitio web, ellos respetaban su deseo y esperaban que encontrara la felicidad que estaba buscando. El 3 de marzo de 2005, Welch fue bautizado en el río Jordán, donde según la tradición bíblica, San Juan Bautista bautizó a Jesús. Momentos después aseguró que se había liberado de todos sus enfados: "¿Saben cómo se siente cuando uno se enfada y eso aumenta? Antes me sentía como si quisiera golpear a alguien. Ahora siento la necesidad de abrazar a las personas". Welch tiene la palabra "Jesús" tatuada en los nudillos de su mano derecha, así como también la frase "Mateo 11:28", en su cuello.

### The Whosoevers
En 2008, Welch se convirtió en organizador principal y representante de The Whosoevers, una organización de alcance y una línea de productos cofundada por Sonny Sandoval de P.O.D. y el orador público, Ryan Ries, e incluyeron a Lacey Mosley (ahora Lacey Sturm) de Flyleaf, y al atleta de motocross de estilo libre, Ronnie Faisst. Sandoval y Ries hablan públicamente en todo el mundo en entornos como escuelas, centros de rehabilitación, conferencias y eventos juveniles que inspiran a las personas que están ansiosas por descubrir su propósito.

### Head
En el año 2009, lanza su proyecto en solitario junto a reconocidos músicos de sesión como: Dan Johnson (batería), Michael Valentine (bajo) Brian Ruedy en el teclados, Ralph Patlan (guitarra), Scott "SVH" Von Heldt en (guitarra y voz). Con quienes promocionaría el álbum titulado "Save Me From Myself" cuyo primer corte de difusión y vídeo fue la canción "Flush". Anterior a este álbum, Brian había editado un disco como solista llamado "Into The Light", pero no tuvo mucha repercusión.
En el 2011 la banda lanza el sencillo "Paralyzed" y al poco tiempo el vídeo de dicha canción.

### Love and Death
Durante las giras de Head, hubo confusiones con respecto al nombre de la banda, ya que "Head" también es el apodo que sus compañeros de KoЯn le dieron a Brian, por lo que la gente no sabía si se trataba de un solista o de una banda; hasta el mismo Welch reconoció que confundían sus seminarios, donde daba su testimonio y hablaba de su conversión, con los recitales de la propia banda. Es por esto que el 6 de febrero de 2012, a través de su sitio oficial, anuncia que a partir de entonces la banda pasaría a llamarse Love and Death, posibilitando la descarga gratuita de "Paralyzed" desde el nuevo sitio oficial.

### Regreso a KoЯn
En la edición Carolina Rebellion Festival del 2012, Head fue invitado por sus excompañeros a tocar la canción "Blind" durante el concierto de Korn. Se anunció que Head tocaría con la banda en Rock on the Range en mayo de 2013, Rock Am Ring y Rock Im Park, en junio de 2013. Oficialmente Head vuelve a la banda el 2 de mayo de 2013, y comienza a grabar su primer álbum de estudio después de diez años fuera de la banda, y a ser parte de los shows en vivo, aunque dejó la banda por unos días partir del 18 de junio en su gira con Korn en Rusia a causa de cálculos en su riñón; actualmente es miembro activo de la banda como guitarrista.

## Discografía
| Año      | Álbum                                 |
| -------- | ------------------------------------- |
| Con Korn |                                       |
| 1993     | Neidermeyer's Mind (Demo)             |
| 1994     | Korn                                  |
| 1996     | Life is Peachy                        |
| 1998     | Follow the Leader                     |
| 1999     | Issues                                |
| 2002     | Untouchables                          |
| 2003     | Take a Look in the Mirror             |
| 2004     | Greatest Hits, Vol. 1 (Recopilatorio) |
| 2013     | The Paradigm Shift                    |
| 2016     | The Serenity of Suffering             |
| 2019     | The Nothing                           |
| 2022     | Requiem                               |

| Año                     | Álbum                              |
| ----------------------- | ---------------------------------- |
| Con Head/Love and Death |                                    |
| 2007                    | Into the Light: The Testimony (EP) |
| 2008                    | Save Me from Myself                |
| 2012                    | Chemicals (EP)                     |
| 2013                    | Between Here & Lost                |
| 2021                    | Perfectly Preserved                |

### Colaboraciones
| Año  | Artista               | Canción                            | Álbum                  |
| ---- | --------------------- | ---------------------------------- | ---------------------- |
| 1999 | Cradle of Thorns      | "Power Tools for Girls"            | "Videodrone"           |
| 2002 | Fieldy's Dreams       | Korn Gigglebox" y "Special K Buzz" | "Rock'n Roll Gangster" |
| 2003 | Limp Bizkit           | Build a Bridge                     | "Results May Vary"     |
| 2009 | Varios Artistas       | "A Song for Chi"                   | N/A                    |
| 2012 | Project 86            | "The Crossfire Gambit"             | "Wait for the Siren"   |
| 2017 | A Killer's Confession | A Killer's Confession              | "Unbroken"             |
| 2018 | Caliban               | "Masquerade"                       | "Elements"             |
| 2020 | Grey Daze             | B12                                | "Amends"               |
| 2021 | We Are PIGS           | "KIDS"                             | N/A                    |

## Equipo de guitarra (1993-2025)
-Pedal Boss CE-5 Chorus Ensemble 
-Pedal DigiTech XP-100 Whammy-Wah
-Pedal BBE Soul Vibe SV-74
-Pedal Boss RV-5 Digital Reverb
-Pedal Tonebone Bones Twin-City ABY Guitar Effects Switcher
-Pedal Boss MT-2 Metal Zone
-Pedal Whirlwind Selector A/B Box
-Pedal Dunlop UV-1 Univibe
-Pedal TC Electronic Polytune 2 Pedal Tuner
-Pedal Boss BF-3 Flanger
-Pedal Chase Bliss Audio Tonal Recall Analog Delay
-Truetone 1SPOT PRO
Cabe mencionar que estos pedales han sido utilizados por Brian “Head” Welch en diferentes etapas de su carrera musical, desde 1993 hasta su salida de Korn el 22 de febrero de 2005, y nuevamente desde su regreso oficial el 2 de mayo de 2013 hasta la actualidad.
A lo largo de estos años, ha sido reconocido por su preferencia por guitarras Ibanez, marca con la que consolidó gran parte de su identidad sonora. Durante un periodo intermedio optó por modelos LTD, pero en este año 2025 ha regresado a Ibanez, específicamente a los modelos con puente Evertune fixed (espaciado de cuerdas de 10.8 mm), reafirmando su inclinación por configuraciones de alta estabilidad y precisión.
En cuanto a amplificación, ha mantenido una constante predilección por Mesa Boogie, firma que ha definido su tono potente y característico en vivo y en estudio.

## Curiosidades
- Todos los miembros de Korn tienen tatuados el nombre de la banda en alguna parte del cuerpo. Welch, sin embargo, tiene tatuada la palabra "Horn", ya que fue Fred Durst, líder de la banda Limp Bizkit, quien le hizo el tatuaje y se equivocó, mientras ambos (Durst y Welch) estaban ebrios.
- Se dice que su apodo, Head, tiene un origen sencillo: de pequeño, tenía mucha cabeza y no encontraba ninguna gorra de su tamaño; pero en su libro "Save me from myself: how I found God, quit Korn, kicked drugs and lived to tell my story", explica que, de pequeño, en el colegio se burlaban de él, llamándolo así porque tenía una cabeza muy grande. Así que, cuando se formó Korn, decidió quedarse con el apodo mientras escogían pseudónimos para cada miembro del grupo.
- Hizo una aparición especial durante la entrega los GMA Dove Awards el 24 de abril del 2012 con la banda RED.